# Клетки-спутницы

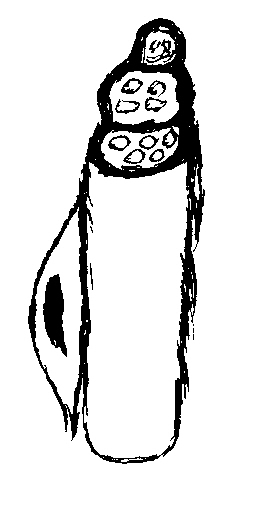
Членик ситовидной трубки с прилегающей к нему клеткой-спутницей

Кле́тки-спу́тницы, или сопровожда́ющие кле́тки — паренхимные клетки флоэмы покрытосеменных растений, тяжи которых примыкают к боковым стенкам члеников ситовидных трубок, соединяясь с ними полуситовидными полями (т.е. в стенке членика развивается ситовидное поле, а в сопровождающей клетке — простая пора).
Сопровождающие клетки осуществляют передачу нуклеиновых кислот и энергии в виде АТФ в ситовидную трубку, лишённую ядра, полностью управляя её деятельностью и участвуя таким образом в нисходящем токе веществ. В связи с этим они имеют крупные, часто полиплоидные ядра и митохондрии.
У голосеменных роль сопровождающих паренхимных клеток выполняют клетки Страсбургера.